# Giacomo Malvano
(Carlo Sforza)
Giacobbe Isacco Malvano, meglio noto come Giacomo Malvano (Torino, 15 dicembre 1841 – Roma, 8 novembre 1922), è stato un diplomatico e politico italiano.
In occasione del centocinquantenario dell'Unità d'Italia, è stato inserito dalla Presidenza del Consiglio dei Ministri - Ministero per la Pubblica Amministrazione e per l'Innovazione, nella lista dei 150 più illustri funzionari dello Stato.

## Biografia
Nato a Torino da famiglia di religione ebraica, Giacomo Malvano entrò in diplomazia nel 1862, dopo essersi laureato in giurisprudenza l'anno precedente.
Già nel 1868 contribuì all'elaborazione del primo trattato commerciale tra l'Italia e il Bey di Tunisi. Fu promosso capodivisione nel 1872; dal 1872 al 1876 fu membro della giunta centrale di Statistica e del Consiglio superiore del commercio. Nel 1875-76 fece parte della commissione incaricata di stipulare trattati commerciali con Francia, Svizzera, Inghilterra e Austria-Ungheria. Nel 1878 ottenne la libera docenza in diritto diplomatico presso l'Università di Roma; nel 1879 partecipò alla conferenza monetaria di Parigi, come delegato del governo italiano.
Nel luglio 1879, Benedetto Cairoli, presidente del consiglio e ministro degli Esteri, promosse Malvano direttore generale della neoistituita Direzione degli affari politici; Malvano ricoprì tale incarico sino al 1889, assumendo un ruolo preminente su tutte le altre direzioni del Ministero degli Esteri. Fu nominato per la prima volta segretario generale (2 luglio-18 ottobre 1885) dal ministro degli Esteri Agostino Depretis, cumulando i due incarichi; tale concentrazione di potere suscitò l'invidia di Alberto Pisani Dossi, all'epoca semplice funzionario, ma influente consigliere di Francesco Crispi. Con l'avvento di quest'ultimo alla Presidenza del Consiglio e alla guida del ministero, infatti, fu proposta a Malvano la destinazione di Tokio come ministro plenipotenziario, ma egli declinò l'incarico e nel 1889, essendo stato appena nominato Consigliere di Stato, abbandonò la carriera diplomatica.
A seguito della crisi del governo Crispi II, Malvano fu richiamato al ministero da Antonio di Rudinì e nominato nuovamente segretario generale, dal 10 febbraio 1891 al 21 dicembre 1893. In tale veste stipulò numerosi trattati commerciali con la Svizzera, la Germania e l'Austria-Ungheria. Con il ritorno al governo di Francesco Crispi (1893-96), Malvano fu costretto a lasciare la più alta carica della diplomazia, che fu soppressa; ma alla caduta definitiva del politico siciliano (disastro di Adua), Malvano fu ancora segretario generale, dal 12 marzo 1896 all'8 settembre 1907, rimanendovi più a lungo di qualunque altro diplomatico nella storia dello Stato unitario.
Dopo aver consumato la propria vendetta personale nei confronti del Pisani Dossi, che fu inviato nelle lontane legazioni di Bogotà e di Rio de Janeiro, Malvano fu sostenitore di una politica estera fedele alla Triplice alleanza, ma contemporaneamente di amicizia cordiale con l'Inghilterra e di distensione con la Francia; si schierò inoltre contro ogni tipo di avventurismo coloniale.
Giacomo Malvano fu nominato senatore il 25 ottobre 1896 e Presidente del Consiglio di Stato il 30 gennaio 1913.
È scomparso a Roma l'8 novembre 1922; la città gli ha dedicato una via nelle vicinanze del palazzo della Farnesina, attuale sede del Ministero degli Esteri.

## Passioni
Socio fondatore della Società Geografica Italiana, Malvano, dal 1875 al 1909, fu Presidente della Sezione di Roma del Club Alpino Italiano. In tale veste fu un pioniere in materia di rifugi appenninici. Nel 1888, infatti, promosse la realizzazione di un rifugio sulla vetta del Monte Amaro (2.795 m.), su progetto dell'Ing. Rodolfo Bonfiglietti; il rifugio venne inaugurato il 15 luglio 1890 e dedicato a Vittorio Emanuele II.
Fu inoltre più volte vicepresidente e membro del consiglio della Società Geografica Italiana.